# Alfred Lorenz
Alfred Lorenz (Viena, Àustria, 11 de juliol de 1868 - Múnic, Alemanya, 20 de novembre de 1939) fou un director d'orquestra, compositor i analista musical.
Estudià amb Molt a Múnic, debutant en la seva carrera de director d'orquestra en el Stadtheater, d'Estrasburg. Des del 1898 fou mestre de capella de la reial de Karlsruhe.
Va escriure dues òperes: Helges Erwachen (Schwerin, 1896) i Der Mönch von Sendomir (Karlsruhe, 1907).